# Wilhelm von der Reck

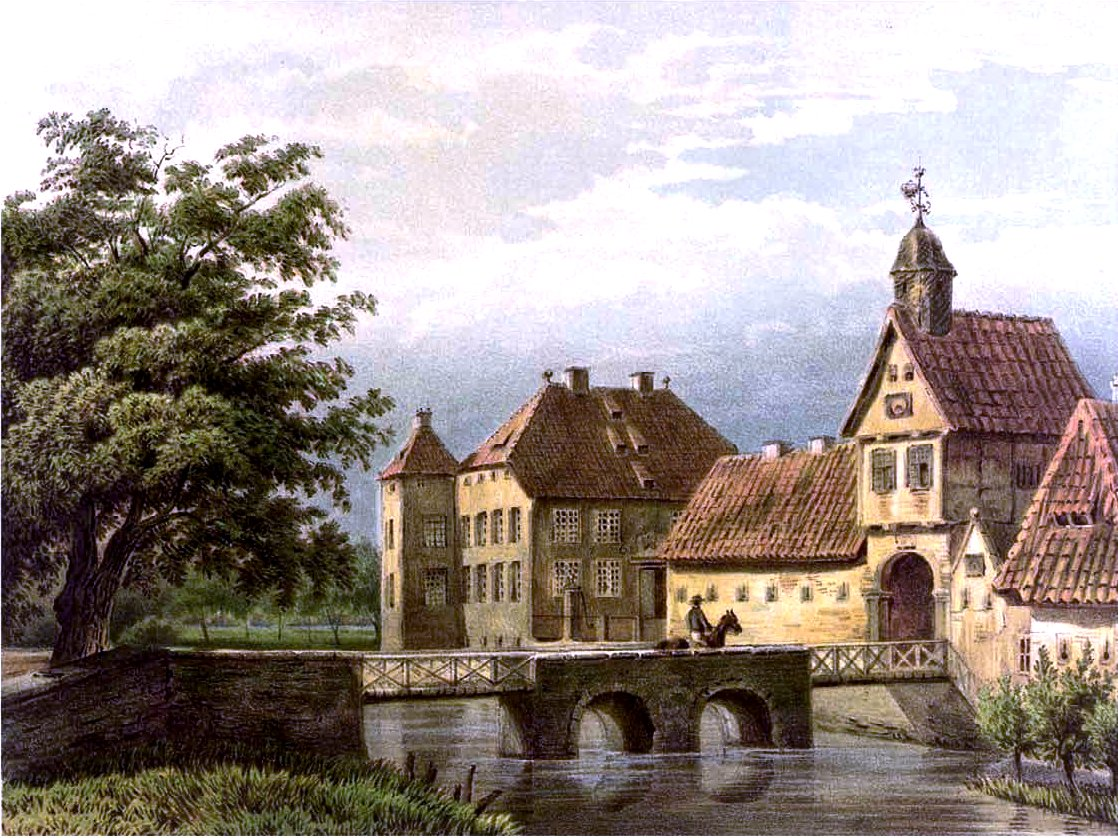
Gut Stockhausen um 1866/67, Sammlung Alexander Duncker

Eberhard Friedrich Wilhelm Freiherr von der Reck (ab 1897 Recké) (* 23. Dezember 1819 in Osnabrück; † 13. Januar 1910 in Lübbecke) war ein deutscher Verwaltungsbeamter, Rittergutsbesitzer und Parlamentarier.

## Leben
Wilhelm  von der Reck ist der Sohn des Politikers Karl von der Recke und der (Lisette) Freiin von Vincke. Er war mit seinem Bruder Hermann von der Reck zunächst Schüler an der Ritterakademie Brandenburg. Dann studierte er an der Ruprecht-Karls-Universität Heidelberg Rechtswissenschaft. 1841 wurde er im Corps Saxo-Borussia Heidelberg recipiert. Nach dem Studium trat er in den preußischen Staatsdienst ein. 1851 wurde er Landrat des Landkreises Belgard in Pommern. 1865 schied er auf Antrag aus dem Dienst aus. Er wurde Besitzer von Gut Obernfelde, Fideikommissherr von Gut Stockhausen (Lübbecke) und Erbmarschall im Fürstentum Minden. 1869/70 und 1879–1893 war Reck als Angehöriger der Konservativen Partei Mitglied des Preußischen Abgeordnetenhauses für den Wahlkreis Minden 1. Er war Mitglied des Provinziallandtages der Provinz Westfalen und Kreisdeputierter des Kreises Lübbecke. 1875–1879 saß  er in der Preußischen Generalsynode (1846). Er war stellvertretender Vorsitzender des Westfälischen Bauernvereins und wurde als Wirklicher Geheimer Rat charakterisiert.
Er war Kurator des Evangelisch Stiftischen Gymnasiums Gütersloh.
Der Politiker Eberhard von der Recke ist sein Großvater.